# Kontekstno neovisni jezik
Kontekstno neovisni jezik (rjeđe još i kontekstno slobodni jezik ili jezik neovisan o sadržaju, te još i bezokolinski jezik) je formalni jezik koji je element skupa jezika kojeg definiraju kontekstno neovisne gramatike. Skup kontekstno neovisnih jezika je identičan skupu jezika koje prihvaćaju potisni automati.

## Primjeri
Kanonski primjer kontekstno neovisnog jezika jest {\displaystyle L=\{a^{n}b^{n}:n\geq 1\}}, jezik svih nepraznih nizova znakova (simbola) parne duljine, čiju prvu polovicu čine znakovi {\displaystyle a}, dok drugu polovicu čine znakovi {\displaystyle b}. {\displaystyle L} generira gramatika {\displaystyle S\to aSb~|~ab} te prihvaća potisni automat {\displaystyle M=(\{q_{0},q_{1},q_{f}\},\{a\},\{a,b,z\},\delta ,q_{0},\{q_{f}\})} gdje je funkcija prijelaza {\displaystyle \delta } definirana na sljedeći način:
{\displaystyle \delta (q_{0},a,z)=(q_{0},a)}

{\displaystyle \delta (q_{0},b,ax)=(q_{1},x)}

{\displaystyle \delta (q_{1},b,ax)=(q_{1},x)}

{\displaystyle \delta (q_{1},b,bz)=(q_{f},z)}

Kontekstno neovisni jezici imaju mnoge primjene u programskim jezicima; na primjer - jezik svih pravilno uparenih zagrada generira gramatika {\displaystyle S\to SS~|~(S)~|~\lambda }. Također, većinu aritmetičkih izraza mogu generirati kontekstno neovisne gramatike.

## Svojstva zatvorenosti
Kontekstno neovisni jezici su zatvoreni nad sljedećim operacijama. To jest, ako su L i P kontekstno neovisni jezici i D je regularni jezik, sljedeći jezici su također kontekstno neovisni:
- Kleeneov operator {\displaystyle L^{*}} nad jezikom L
- homeomorfizam φ(L) jezika L
- nadovezivanje (konkatenacija) {\displaystyle L\circ P} jezika L i jezika P
- unija {\displaystyle L\cup P} jezika L i jezika P
- presjek (s regularnim jezikom) {\displaystyle L\cap D} jezika L i jezika D

Kontekstno neovisni jezici nisu zatvoreni nad operacijama komplementa, presjeka i razlike.